# Premio The Best FIFA de 2019
Los The Best FIFA Football Awards se celebraron el 23 de septiembre de 2019 en Milán, Italia.
Los criterios de selección para los jugadores (masculinos y femeninos) del año fueron: el rendimiento deportivo, así como la conducta general dentro y fuera del campo entre el 16 de julio de 2018 y el 19 de julio de 2019. Los criterios de selección para los entrenadores del año fueron: el rendimiento y el comportamiento general de sus equipos dentro y fuera del campo entre el 16 de julio de 2018 y el 19 de julio de 2019.
Los votos fueron decididos por periodistas, entrenadores de selecciones nacionales y capitanes de selecciones nacionales.  También se permitió votar al público en general a través de la página web de FIFA previo registro. 
Cada grupo contó con el 25% del voto global, otorgando 5 puntos al primero, 3 al segundo y uno al tercero.

## Categoría masculina

### Mejor jugador
| 1      | Lionel Messi      | F. C. Barcelona           | 19.83 % |
| 2      | Virgil van Dijk   | Liverpool F. C.           | 16.38 % |
| 3      | Cristiano Ronaldo | Juventus F. C.            | 15.52 % |
| Top-10 |                   |                           |         |
| 4      | Mohamed Salah     | Liverpool F. C.           | 11.21 % |
| 5      | Sadio Mané        | Liverpool F. C.           | 9.91 %  |
| 6      | Kylian Mbappé     | París Saint Germain F. C. | 7.33 %  |
| 7      | Frenkie de Jong   | A. F. C. Ajax             | 6.90 %  |
| 8      | Eden Hazard       | Chelsea F. C.             | 6.90 %  |
| 9      | Matthijs de Ligt  | A. F. C. Ajax             | 3.88 %  |
| 10     | Harry Kane        | Tottenham Hotspur F. C.   | 2.16 %  |

### Mejor entrenador
| Posición | Jürgen Klopp        | Liverpool F. C.         | 20.69 % |
| 2        | Pep Guardiola       | Manchester City F. C.   | 16.38 % |
| 3        | Mauricio Pochettino | Tottenham Hotspur F. C. | 11.64 % |
| Top-10   |                     |                         |         |
| 4        | Erik ten Hag        | A. F. C. Ajax           | 11.21 % |
| 5        | Djamel Belmadi      | Argelia                 | 11.21 % |
| 6        | Didier Deschamps    | Francia                 | 8.19 %  |
| 7        | Fernando Santos     | Portugal                | 6.90 %  |
| 8        | Tite Bacchi         | Brasil                  | 5.17 %  |
| 9        | Marcelo Gallardo    | C. A. River Plate       | 4.31 %  |
| 10       | Ricardo Gareca      | Perú                    | 4.31 %  |

## Categoría femenina

### Mejor jugadora
| 1      | Megan Rapinoe    | Reign F. C.              | 19.74 % |
| 2      | Alex Morgan      | Orlando Pride            | 18.03 % |
| 3      | Lucy Bronze      | Olympique Lyonnais       | 12.45 % |
| Top-10 |                  |                          |         |
| 4      | Amandine Henry   | Olympique Lyonnais       | 9.87 %  |
| 5      | Vivianne Miedema | Arsenal L. F. C.         | 9.87 %  |
| 6      | Rose Lavelle     | Washington Spirit        | 9.01 %  |
| 7      | Julie Ertz       | Chicago Red Stars        | 7.73 %  |
| 8      | Ada Hegerberg    | Olympique Lyonnais       | 6.44 %  |
| 9      | Wendie Renard    | Olympique Lyonnais       | 3.86 %  |
| 10     | Ellen White      | Birmingham City W. F. C. | 3.00 %  |
| 11     | Sam Kerr         | Chicago Red Stars        | 0 %     |
| 12     | Caroline Hansen  | Vfl Wolfsburgo           | 0 %     |

### Mejor entrenador
| 1      | Jill Ellis        | Estados Unidos         | 20.69 % |
| 2      | Sarina Wiegman    | Países Bajos           | 17.24 % |
| 3      | Phil Neville      | Inglaterra             | 13.36 % |
| Top-10 |                   |                        |         |
| 4      | Reynald Pedros    | Olympique Lyonnais     | 12.07 % |
| 5      | Peter Gerhardsson | Suecia                 | 9.91 %  |
| 6      | Milena Bertolini  | Italia                 | 9.48 %  |
| 7      | Futoshi Ikeda     | Japón sub-17           | 5.60 %  |
| 8      | Antonia Is        | España sub-17          | 5.17 %  |
| 9      | Joe Montemurro    | Arsenal L. F. C.       | 4.31 %  |
| 10     | Paul Riley        | North Carolina Courage | 2.16 %  |

## Mejor gol del año
| Posición | Futbolista             | Club               | Total de votos |
| -------- | ---------------------- | ------------------ | -------------- |
| 1        | Dániel Zsóri           | Debreceni V. S. C. |                |
| 2        | Lionel Messi           | F. C. Barcelona    |                |
| 3        | Juan Fernando Quintero | C. A. River Plate  |                |

## Premio al mejor guardameta
| Ganador        | Ganadora            |
| -------------- | ------------------- |
| Alisson Becker | Sari van Veenendaal |

| Posición | Futbolista            | Club                  | Porcentaje |
| -------- | --------------------- | --------------------- | ---------- |
| 1        | Alisson Becker        | Liverpool F. C.       | 45         |
| 2        | Marc-André ter Stegen | F. C. Barcelona       | 41         |
| 3        | Ederson Moraes        | Manchester City F. C. | 24         |

| Posición | Futbolista          | Club                         | Porcentaje |
| -------- | ------------------- | ---------------------------- | ---------- |
| 1        | Sari van Veenendaal | Arsenal W. F. C.             |            |
| 2        | Christiane Endler   | París Saint-Germain F. C. F. |            |
| 3        | Hedvig Lindahl      | Chelsea F. C. W.             |            |

## Premio Fair Play
| Ganador                                                   |
| --------------------------------------------------------- |
| Marcelo Bielsa y jugadores del Leeds United Football Club |

El entrenador argentino del Leeds United Football Club, Marcelo Bielsa, ordenó a su equipo que permitiera que su rival en el partido, el Aston Villa Football Club les marcara el gol del empate sin presentar oposición alguna después de marcar ellos previamente mientras un jugador contrario estaba lesionado.

## Premio a la afición
| Ganador                                                       |
| ------------------------------------------------------------- |
| Silvia Grecco, aficionada de la Sociedade Esportiva Palmeiras |

A diferencia de las ediciones anteriores, el galardón recayó en una única aficionada, la brasileña Silvia Grecco, aficionada de la Sociedade Esportiva Palmeiras, con base a la pasión que pone hacia el fútbol, llevando a su hijo Nickollas a los partidos de la S. E. Palmeiras. Esto no sería muy extraño, si no fuera porque Nickollas es ciego y autista, y Silvia le narra el desarrollo de los encuentros para que su hijo lo pueda vivir con intensidad. Como ella misma manifestó: “Lo que da más placer a Nickollas en esta vida es el fútbol y seguirlo en el estadio. Le explico al detalle el ambiente y las características de cada jugador. Narrarle los goles es, sin duda alguna, lo más emocionante“.

## FIFA FIFPro World XI
| Nombre            | Club(s)                             |
| Portero           | Portero                             |
| ----------------- | ----------------------------------- |
| Alisson Becker    | Liverpool F. C.                     |
| Defensas          |                                     |
| Sergio Ramos      | Real Madrid C. F.                   |
| Matthijs de Ligt  | - A. F. C. Ajax - Juventus F. C.    |
| Virgil van Dijk   | Liverpool F. C.                     |
| Marcelo           | Real Madrid C. F.                   |
| Centrocampistas   |                                     |
| Luka Modrić       | Real Madrid C. F.                   |
| Frenkie de Jong   | - A. F. C. Ajax - F. C. Barcelona   |
| Eden Hazard       | - Chelsea F. C. - Real Madrid C. F. |
| Delanteros        |                                     |
| Lionel Messi      | F. C. Barcelona                     |
| Cristiano Ronaldo | Juventus F. C.                      |
| Kylian Mbappé     | París Saint-Germain F. C.           |

| Nombre              | Club(s)            |
| Portera             | Portera            |
| ------------------- | ------------------ |
| Sari van Veenendaal | Arsenal W. F. C.   |
| Defensas            |                    |
| Lucy Bronze         | Olympique Lyonnais |
| Nilla Fischer       | VfL Wolfsburg      |
| Kelley O'Hara       | Utah Royals F. C.  |
| Wendie Renard       | Olympique Lyonnais |
| Centrocampistas     |                    |
| Julie Ertz          | Chicago Red Stars  |
| Amandine Henry      | Olympique Lyonnais |
| Rose Lavelle        | Washington Spirit  |
| Delanteros          |                    |
| Marta Vieira        | Orlando Pride      |
| Alex Morgan         | Orlando Pride      |
| Megan Rapinoe       | Reign F. C.        |

## Jurado
El jurado de la edición del 2019, encargado de la elaboración de la lista de diez candidatos en cada una de las principales categorías (jugador, portero y entrenador masculino; jugadora, portera y entrenador femenino), estuvo compuesto por las siguientes personas en las siguientes categorías.
| Cha Bum-kun Kaká Ricki Herbert Lothar Matthäus Fabio Capello Francisco Maturana Franco Baresi Hugo Sánchez Juan Sebastián Verón Xavi Hernández | Rae Dower Thuba Sibanda Kristine Lilly Aline Pellegrino Kirsty Yallop Nadine Kessler Portia Modise Aya Miyama Kelly Smith Rhian Wilkinson | Michael Owen Miroslav Klose Yaya Touré Ronaldo Nazário Christian Vieri Patrizia Panico Julie Fleeting Han Duan Brandi Chastain Ann Kristin Aarønes |